# Línea 5B (Comodoro Rivadavia)
La línea 5 Universidad - km 5 es una línea de colectivos suburbana de Comodoro Rivadavia, bajo concesión de la empresa Transporte Patagonia Argentina desde 2007 que une el Bo. Abel Amaya con el Bo. Centro y se extiende hasta el Bo. Presidente Ortiz (km 5). 
Anteriormente, esta línea era explotada bajo la Empresa El Halcón (Los rojos) durante el boom petrolero en la ciudad, después en la década del 1980 quedaron dos empresas el cual agruparon las líneas; Transportes Comodoro
Y Transportes Patagonia, la cual en el 2007 la última mencionada se quedó con todo el monopolio del servicio en Comodoro Rivadavia.

## Cuadro Tarifario
| Boleto             | Tarifa |
| ------------------ | ------ |
| Urbano             | $22    |
| Suburbano          | $23.52 |
| Estudiante         | $11    |
| Jubilado           | $11    |
| Discapacitado      | $0.00  |
| Policía del Chubut | $0.00  |

En el caso de los boletos de Estudiante y Jubilado reciben un subsidio de la municipalidad de Comodoro Rivadavia que les cubre un 50% del valor del boleto.

## Recorrido principal

### 5U: 30 de Octubre - km 5
También llamado 5 Universidad
| 5U         | Primer servicio A: Las Orquídeas | Primer servicio A: Abel Amaya | Último servicio A: Las Orquídeas | Último servicio A: Abel Amaya |
| Laborables | 05:57                            | 06:56                         | 21:30                            | 22:29                         |
| Sábados    | 05:30                            | 06:29                         | 21:42                            | 22:41                         |
| Festivos   | 06:00                            | 06:59                         | 22:00                            | 22:59                         |

Ida
| BUS2 | KBHFa |

|  | BHF |

|  | BHF |

|  | BHF |

|  | BHF |

|  | BHF |

|  | BHF |

|  | BHF |

|  | BHF |

|  | BHF |

|  | BHF |

|  | BHF |

|  | BHF |

|  | BHF |

|  | BHF |

|  | BHF |

|  | BHF |

|  | BHF |

|  | BHF |

|  | BHF |

|  | BHF |

|  | BHF |

|  | BHF |

|  | BHF |

|  | BHF |

|  | BHF |

|  | BHF |

|  | BHF |

|  | BHF |

|  | BHF |

|  | BHF |

|  | BHF |

|  | BHF |

|  | BHF |

|  | BHF |

|  | BHF |

|  | BHF |

|  | BHF |

|  | BHF |

|  | BHF |

|  | BHF |

|  | BHF |

|  | BHF |

|  | BHF |

|  | BHF |

|  | BHF |

|  | BHF |

|  | BHF |

|  | KBHFe |

Regreso:
| BUS | KBHFa |

|  | BHF |

|  | BHF |

|  | BHF |

|  | BHF |

|  | BHF |

|  | BHF |

|  | BHF |

|  | BHF |

|  | BHF |

|  | BHF |

|  | BHF |

|  | BHF |

|  | BHF |

|  | BHF |

|  | BHF |

|  | BHF |

|  | BHF |

|  | BHF |

|  | BHF |

|  | BHF |

|  | BHF |

|  | BHF |

|  | BHF |

|  | BHF |

|  | BHF |

|  | BHF |

|  | BHF |

|  | BHF |

|  | BHF |

|  | BHF |

|  | BHF |

|  | KBHFe |

## Galería

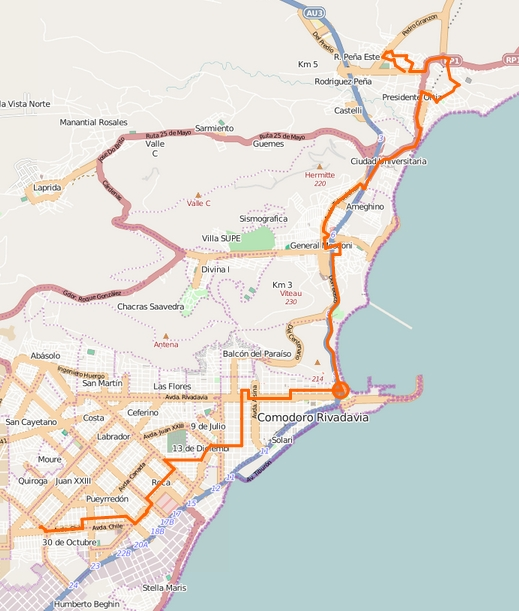
Recorrido de ida.
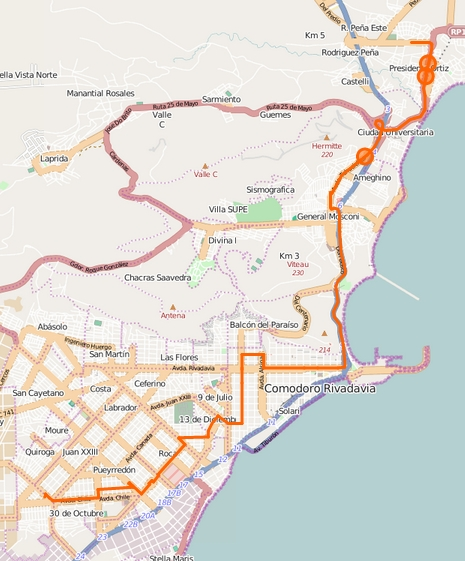
Recorrido de vuelta.